# キティ・フィルム
株式会社キティフィルムは、日本の映像制作会社。
本項では映像・音楽の企画・制作会社、芸能事務所である株式会社キティを含めて述べる。

## 概要
ポリドール株式会社の社員で小椋佳や井上陽水のディレクターを務めていた多賀英典が、1972年に芸能プロモーター（興行師）として独立、「キティミュージックコーポレーション」として創立（後に「キティクリエイティブ」→「キティエンタープライズ」と社名変更）。キティ・フィルムは邦画の制作プロダクションとして1979年に設立された。
1995年にキティエンタープライズは石坂敬一率いるポリグラム株式会社に買収され、多賀の手許を離れたため（後に、ポリグラム・ミュージック・ジャパン→マーキュリーME→キティMME→ユニバーサルJ→ポリドール・レコード/Kitty Mercury→ユニバーサルシグマ/NAYUTAWAVE RECORDS→EMI RECORDS）、株式会社キティがキティグループの中心企業となっている。
キティ・フィルムはアニメーション制作プロダクションとして『うる星やつら』『みゆき』『めぞん一刻』『らんま1/2』『銀河英雄伝説』を制作したことでも知られ、一時期三鷹にアニメスタジオを設けていた。これらは系列の旧ファイブエースや旧キティエンタープライズからビデオソフトとしても売り出された（→#歴史）。
実写映画での代表作には『限りなく透明に近いブルー』『翔んだカップル』『セーラー服と機関銃』などがある。1990年代までは芸能事務所として永瀬正敏 や石原真理子（一時期は『石原真理』で活動した。）等一世を風靡した人気タレントが多く所属していた。
映像制作では1980年代のような活発な動きはなくなっている。またキティ・フィルム作品のうち『銀河英雄伝説』、『YAWARA!』、『鬼神童子ZENKI』、高橋留美子作品などの著作権は譲渡しているため、公式サイトや現在発売中の商品のクレジットタイトルには「キティ・フィルム」の標記はない。
キティの関連会社として、アニメファンクラブ運営と各アニメ作品のライツ管理・ビデオソフト発売元を受け持つ「株式会社キティエンターテインメント」（旧・ファイブエース=5-ACE、旧・キティライツ&エンターテインメント）、著作権管理およびキティ伊豆スタジオの運営を行っている「株式会社キティパブリッシング」がある。

## 歴史
多賀英典が1972年にキティ・ミュージック・コーポレーションを創業。
もともと多賀自身がサウンドと映像の融合にこだわり続けていたため、東宝の『初めての旅』を皮切りに映画、テレビドラマに携わり、それでは飽き足らなくなって1979年に映画制作に進出。映画制作会社キティ・フィルムを設立した。
この時集められたのが日活出身の伊地智啓・長谷川和彦・相米慎二である。映画監督の長谷川和彦、作家の村上龍、プロデューサーの山本又一朗が参加して、同年にキティ・フィルムの製作で村上龍原作・監督の実写映画『限りなく透明に近いブルー』を公開。山本はキティ・ミュージック・コーポレーションで、同年に実写映画『ベルサイユのばら』を製作した。
多賀の意向で村上龍を監督に据えた『限りなく透明に近いブルー』と『だいじょうぶマイ・フレンド』（1983年）は興行的に大失敗を記録。会社をひっくり返すぐらいの損失を計上したが『うる星やつら』の大ヒットが救ったと言われている。当時は親会社のポリドール株式会社よりキティの方が勢いがあり、音楽で稼いだ金を湯水のごとく映画制作に注ぎ込んだ多賀の強引さが、後のキティ凋落のきっかけになったと言われている。
翌1980年には柳沢きみおの漫画『翔んだカップル』を薬師丸ひろ子主演、相米慎二監督で映画化。これ以降、漫画を原作にすることが多くなり、後述の通りアニメへも進出。薬師丸との関係では、1981年に公開され23億円の配給収入を挙げたその年最大のヒット作品『セーラー服と機関銃』を角川春樹事務所と共同製作。薬師丸をスターダムへ押し上げ、監督した相米の名も高めた。
1981年にはアニメ製作に乗り出し、テレビアニメ『うる星やつら』を制作。『うる星やつら』は映画化もされて成功し、以後、『めぞん一刻』『らんま1/2』と高橋留美子の漫画をアニメ化する路線を敷いた。さらに自社作品のファンクラブを運営して、全国でイベント開催するとともに会報の発行などを行った。ファンクラブは『うる星やつら』のテレビシリーズが終了する1986年3月までは「うる星やつらファンクラブ」、以後は「キティ・アニメーション・サークル」（KAC）と称した。
『うる星やつら』の前半は、アニメ制作会社スタジオぴえろが、『うる星やつら』後半から『めぞん一刻』『らんま1/2』『スーパーヅガン』などではスタジオディーンが、『うる星やつら』末期の映画や『銀河英雄伝説』『YAWARA!』はマッドハウスがキティ・フィルム作品の実制作を担った。アニメ部門の責任者は、タツノコプロで企画文芸部に属したことのある劇画村塾出身の落合茂一で、その縁から高橋留美子原作作品がフジテレビで長期放映されるきっかけとなった。
制作を外部へ委託するばかりでなく、やはりタツノコプロ出身でプロデューサーの宮田知行（現・J.C.STAFF代表取締役会長）や演出家の西久保瑞穂を招いてキティ・フィルム三鷹スタジオを設けるなど、一時期は自前でスタジオを持ってアニメ制作を行っていた。1983年にはあだち充の漫画『みゆき』の映像化権を取得して、実写映画を制作するとともに三鷹スタジオでアニメ化した。
キティ・フィルム作品では、プロデューサー田原正利の企画発案で1987年5月に『うる星やつら』テレビシリーズ全話を収録したレーザーディスクのソフトが予約限定で発売され、全50枚・価格33万円と破格の仕様ながら初回分が完売したことで話題を集めた。後に一般的になるLD-BOX、DVD-BOXと呼ばれる商品形態の先駆けであり、映像作品の2次利用の成功例としても知られている。
三鷹スタジオではその後OVA『街角のメルヘン』や『銀河英雄伝説』を制作。特に1988年に第1期のリリースが始まった『銀河英雄伝説』は、プロデューサーの田原正利の手腕で、第1期で全26話・全編110話という当時の常識を打ち破る話数と、当初は通信販売のみでのリリースという異色OVA作品として話題になった。
1989年に、シネマハウト、ニュー・センチュリー・プロデューサーズ、メリエス、プルミエ・インターナショナル、ディレクターズ・カンパニーといった中堅の制作プロダクション・プロモーション会社ともにアルゴ・プロジェクトの立ち上げに参加。発足から1980年代まで製作した映画は主に東宝の配給で公開されていたが、以後はアルゴ・プロジェクトにより作品が配給された。
『YAWARA!』『らんま1/2』放映中の1992年に創業者の多賀が賭けポーカーをしたことが原因で逮捕され、責任をとる形でグループの全経営から引退、発足当初から実写部門で制作を行ってきた専務の伊地智啓が急遽代表に就任した。それと前後して、1992年4月に落合がアルゴ・プロジェクトに転出（後にパオハウスを設立して完全独立）、落合に代わり『めぞん一刻』以降の高橋留美子原作作品のプロデューサーを務めた松下洋子が日本アドシステムズへ移籍、後継の中川順平も1995年に伊地智や田原と共に独立して株式会社ケイファクトリーを設立するなど有力スタッフが退社したことも影響して、1990年代末期にはアニメ制作から撤退した。
1995年、キティエンタープライズがポリグラム株式会社に買収された際に、キティ・フィルムはキティグループから切り離された。
2000年4月、株式会社キティを設立。
2006年10月、アーティストマネジメント業務がキティに移行。キティ・フィルムは著作権管理部門になった。ファイブエースはキティライツ&エンターテインメントに社名変更。
2007年3月17日、マジックメールやアステル東京を手がけていたITベンチャーの株式会社YOZANがキティ・フィルムの50%以上の議決権を持つキティライツ&エンターテインメント（以下ライツ）を2007年4月9日を以て完全子会社化することを発表。同時期に買収した飛鳥新社と合わせてYOZANのコンテンツビジネス事業として収益を図る目論見が立てられた。ライツは公開会社の子会社となったため、YOZANの事業報告にライツの事業内容が取り上げられた。
しかし、2007年11月にコンテンツ部門を含めた社業全体の損失計上や、ライツに関して過去の法人税滞納が簿外債務となっている可能性があり、YOZAN本体の決算発表に支障が生じた。これらを理由にリストラを進める形となり、2008年5月20日に経営悪化に伴う事業整理の一環として、多賀にYOZANが保有するライツの全株式を売却。YOZANから離脱し再び経営が多賀の手許に戻ることとなった。
2013年1月15日、ライツがキティエンターテインメントに社名変更、著作権管理を行っていたキティ・フィルムの著作権管理事業はキティ・パブリッシングに移行した。キティ・パブリッシングは、かつて玉置浩二や高橋洋子などを担当した大平太一が代表を務めている。

## 作品

### 実写

#### 映画
- 限りなく透明に近いブルー （1979年、キティフィルム初作品）
- ベルサイユのばら （1979年、日本テレビ、東宝と共同制作）
- さらば映画の友よ インディアンサマー （1979年）
- 太陽を盗んだ男 （1979年）
- 翔んだカップル （1980年）
- セーラー服と機関銃 （1981年、角川春樹事務所と共同制作）
- ションベン・ライダー （1983年）
- みゆき （1983年、東宝と共同制作）
- だいじょうぶマイ・フレンド （1983年）
- プルシアンブルーの肖像 （1986年）
- ア・ホーマンス（1986年、東映と共同制作）
- めぞん一刻 （1986年、東映と共同制作）
- ゴキブリたちの黄昏 （1987年、実写とアニメーションとの合成作品、アニメーション制作はマッドハウス）
- 行き止まりの挽歌 ブレイクアウト（1988年、にっかつと共同制作）
- ジュリエット・ゲーム（1989年、日本ヘラルド映画と共同制作）
- もっともあぶない刑事（1989年、東映/日本テレビ/セントラル・アーツ共同制作）
- アイアン・メイズ/ピッツバーグの幻想 Iron Maze （1991年・日米合作）
- 四姉妹物語（1995年）
- ユモレスク 〜逆さまの蝶〜 （2006年）

#### テレビドラマ
- プロハンター（1981年制作協力　出演：草刈正雄、藤竜也、小川真由美、柴田恭兵、名取裕子、小林稔侍）
- もっとあぶない刑事（1988年制作協力　出演：舘ひろし、柴田恭兵、浅野温子、仲村トオル、中条静夫）
- あいつがトラブル（1989年制作　出演：萩原健一、南野陽子、織田裕二、宍戸開）
- 悪女（わる）（1992年制作　出演：石田ひかり、布施博、渡辺満里奈、永瀬正敏、鶴田真由、岸部一徳、倍賞美津子）
- お茶の間（1993年制作　出演：渡辺満里奈、成田昭次、坂井真紀、豊川悦司、長塚京三、酒井和歌子）

#### テレビCM
- ポッキー四姉妹物語（1993〜1995年 江崎グリコのCM。原案：赤川次郎、キャスト：清水美砂、牧瀬里穂、中江有里、今村雅美、長塚京三）

### アニメ

#### テレビシリーズ
- うる星やつら （1981年-1986年、アニメーション制作：スタジオぴえろ（現：ぴえろ）→スタジオディーン）
- みゆき （1983年-1984年）
- めぞん一刻 （1986年-1988年、アニメーション制作：スタジオディーン）
- F-エフ （1988年-1989年、アニメーション制作：スタジオディーン）
- らんま1/2 （1989年-1992年、アニメーション制作：スタジオディーン）
- YAWARA! （1989年-1992年、アニメーション制作：マッドハウス）
- EASY COOKING ANIMATION セイシュンの食卓（1989年-1990年、アニメーション制作：マッドハウス）
- 敵は海賊〜猫たちの饗宴〜 （1990年、アニメーション制作：マッドハウス）
- スーパーヅガン （1992年-1993年、アニメーション制作：スタジオディーン）
- 行け!稲中卓球部 （1995年・ホリプロと共同制作、アニメーション制作：グルーパープロダクション、実制作：スタジオ雲雀）
- 鬼神童子ZENKI （1995年、制作は途中からケイファクトリー。アニメーション制作：スタジオディーン）
- 深海伝説MEREMANOID （1997年-1998年、トライアングルスタッフと共同制作）
- Ef - a fairy tale of the two.（2008年、「ef2」製作委員会に参加、アニメーション制作：シャフト）

#### OVA
- うる星やつら
  - うる星やつら 了子の9月のお茶会 （1985年）
  - うる星やつら アイム THE 終ちゃん （1985年）
  - うる星やつら 夢の仕掛人 因幡くん登場! ラムの未来はどうなるっちゃ!? （1987年）
  - うる星やつら 怒れシャーベット （1988年）
  - うる星やつら 渚のフィアンセ （1988年）
  - うる星やつら 電気仕掛けのお庭番 （1989年）
  - うる星やつら 月に吠える （1989年）
  - うる星やつら ヤギさんとチーズ （1989年）
  - うる星やつら ハートをつかめ （1989年）
  - うる星やつら 乙女ばしかの恐怖 （1991年）
  - うる星やつら 霊魂とデート （1991年）
- らんま1/2
  - らんま1/2 シャンプー豹変!反転宝珠の禍 （1993年）
  - らんま1/2 天道家 すくらんぶるクリスマス （1993年）
  - らんま1/2 あかねVSらんま お母さんの味は私が守る! （1994年）
  - らんま1/2 学園に吹く嵐!アダルトチェンジひな子先生 （1994年）
  - らんま1/2 道を継ぐ者（前編） （1994年)
  - らんま1/2 道を継ぐ者（後編） （1994年）
  - らんま1/2 天道家のおよびでない奴ら! （1994年）
  - らんま1/2 SPECIAL よみがえる記憶（上巻） （1994年）
  - らんま1/2 SPECIAL よみがえる記憶（下巻） （1995年）
  - らんま1/2 SUPER ああ呪いの破恋洞! 我が愛は永遠に （1995年）
  - らんま1/2 SUPER 邪悪の鬼 （1995年）
  - らんま1/2 SUPER 二人のあかね「乱馬、私を見て!」 （1996年）
- 街角のメルヘン （1984年）
- 軽井沢シンドローム （1985年）
- ホワッツマイケル? （1985年-1988年）
- 銀河英雄伝説 （1988年-2000年）
- 八神くんの家庭の事情 （1990年、アニメーション制作：I.Gタツノコ（現：Production I.G））
- 創竜伝 （1991年-1993年）
- 桜通信 （1997年、アニメーション制作：SHAFT）
- 倒凶十将伝 （1999年-2002年、アニメーション制作：ゼクシズ→ティー・ピー・オー）

#### 映画
- うる星やつら
  - うる星やつら オンリー・ユー （1983年、アニメーション制作：スタジオぴえろ）
  - うる星やつら2 ビューティフル・ドリーマー （1984年、アニメーション制作：スタジオぴえろ）
  - うる星やつら3 リメンバー・マイ・ラヴ （1985年、アニメーション制作：スタジオディーン）
  - うる星やつら4 ラム・ザ・フォーエバー （1986年、アニメーション制作：スタジオディーン）
  - うる星やつら 完結篇 （1988年、アニメーション制作：マジックバス、『めぞん一刻 完結篇』と同時上映）
  - うる星やつら いつだってマイ・ダーリン （1991年、アニメーション制作：マッドハウス）
- めぞん一刻 完結篇 （1988年、アニメーション制作：亜細亜堂、『うる星やつら 完結篇』と同時上映）
- らんま1/2
  - らんま1/2 中国寝崑崙大決戦!掟やぶりの決闘篇!! （1991年）
  - らんま1/2 決戦桃幻郷!花嫁を奪りもどせ!! （1992年)
  - らんま1/2 超無差別決戦!乱馬チームVS伝説の鳳凰 （1994年）
- YAWARA! それゆけ腰ぬけキッズ!! （1992年）
- 11人いる! （1986年、アニメーション制作：マジックバス）
- 扉を開けて （1986年、アニメーション制作：マジックバス）
- ルー=ガルー （2010年、アニメーション制作：プロダクション I.G）

#### テレビスペシャル
- YAWARA! Special ずっと君のことが…。（1996年7月、金曜ロードショー枠。アニメーション制作：マッドハウス）

### 出版

#### 絵本
- さんかくぼうしのミンミン -モノマネソウのやくそく-  (2010年)

## 舞台
企画・製作
- SOHJI・そうぢ!（2008年 出演： 石井正則、柳浩太郎、大林素子、水谷百輔、山﨑直樹、小野剛民、高杉瑞穂）
- Dream of Passion（2008年 YOKO NARAHASHI　×　SHOW-GO produce　THEATER/TOPS提携公演、演出：奈良橋陽子）
- 夢をかなえるゾウ （2008年 劇作・脚本・演出：奈良橋陽子）

## 所属タレント・アーティスト
- 朝吹花
- 三天屋多嘉雄
- Rai
- Lily
- れるりり

## 過去に所属していたタレント・アーティスト
- 東幹久（ポートレイブに業務を完全移行）
- AMAZONS（キャナルミュージックへ移籍）
- 荒浪和沙（声優）
- 石原真理子（一時期は『石原真理』で活動した。）
- 伊原剛志（ケイダッシュへ移籍）
- Eckko
- 近江知永
- 踊り場ソウル
- 加藤一華
- 加藤貴大
- KANIKAPILA
- カネコアヤノ
- 川隅美慎（キャストコーポレーションへ移籍）
- きたむらあきこ（シス・カンパニー代表取締役）
- 久下恭平
- 楠瀬誠志郎
- 久保田利伸（マネージャーとともに独立、個人事務所：Funky Jamへ移籍）
- kevin
- cossami
- こなかりゆ
- 小休暁
- 島野聡
- 清水美恵
- SCANDAL（ROOFTOPへ移籍）
- 鈴木輝美
- SNoW
- 高中正義
- 高橋洋子（日音アーティストへ移籍）
- 橘実里
- 谷口智
- 玉城裕規
- デビル雅美
- 永瀬正敏
- 中津五貴
- 中村誠治郎
- 中村優規
- 根本正勝
- bird
- PICASSO
- 羽柴まゆみ
- はねゆり
- 葉山愛次
- 羽山誓
- 原江梨子（現：原めぐみ）
- 樋口泰世
- 姫乃樹リカ
- 平林龍
- bable
- ヘレン笹野
- 堀田由理子
- 松谷祐子
- Monday満ちる
- 村上弘明（オフィス佐々木を経てオスカープロモーションへ移籍）
- 薬師丸ひろ子
- 山田隆道
- 柚木美祐

## 存在していた関連会社
- キティビデオ
- キティエンタープライズ…キティレコード部門。1976年に株式会社キティレコードとして設立。1993年3月24日に株式会社キティエンタープライズに社名変更し、キティグループの中心企業となる。キティレコードの名はレーベル名として使用されていたが、1995年9月よりレーベル名もキティレコードからキティエンタープライズに変更。2000年にユニバーサルミュージックに吸収され旧マーキュリーMEとともに社内カンパニーキティMMEとなったが2002年にユニバーサルJに吸収。2004年にユニバーサルJから独立したユニバーサルシグマはキティMMEの流れを汲む。
- キティアーティスト…芸能事務所部門。キティエンタープライズの子会社だったが、ポリグラムへの買収時にキティエンタープライズに吸収される形で閉鎖。
- キティミュージックコーポレーション…音楽制作・音楽出版部門。「キティクリエイティブ」に改称した時期があったが、後に元の名前に戻す。通称は「キティミュージック」。1995年にポリグラムに買収された。
- コマーシャルギャング・オブ・キティ
- ジャパン・ネットワーキング（JNW）…ビデオグラム制作会社
- レコード・プラント…「うる星やつらファンクラブ」→「KAC（キティ・アニメーション・ファンクラブ）」。会員向けのソフトウェア発売元。かつて実店舗も存在した。